# Хрущик польовий
Хрущик польовий (Omaloplia ruricola) — вид жуків родини пластинчастовусих (Scarabaeidae).

## Поширення
Вид поширений в Європі від Великої Британії до Кавказу. Мешкає на сухих вапняних луках, пасовищах, узліссях і південних схилах пагорбів.

## Опис
Маленький жук завдовжки від 6 до 7 мм. Має міцне, кремезне тіло, чорного кольору. Надкрила коричневого кольору з чорним контуром. На голові, лобі та краях надкрил є довгі темні волоски, що стирчать. Переднеспинка найширша на злегка хвилястому задньому краї, а її бічний і передній краї описують майже півколо. Ноги довгі і потужні; на зовнішній стороні гомілок середніх і задніх ніг видно дві групи коротких міцних шипів. На кінці задньої ноги розташована довга шпора.
Личинки нагадують білих С-подібних черв'яків. Мають склеротизовану голову і три пари ніг.

## Спосіб життя
Дорослих жуків можна побачити з кінця травня до липня-серпня. Вони активні вранці та рано вдень, потім увечері та вночі. Вони живляться листям, бруньками, квітами різних рослин, а якщо розмножуються в окремих місцях, то можуть завдати незначної економічної шкоди. Парування відбувається в червні. Самиці відкладають яйця в ґрунт між корінням трав. Личинки жують коріння трав'янистих рослин, трав, чагарників. Наприкінці літа личинка глибше заривається в ґрунт, де й зимує. Навесні заляльковується серед коренів.